# Compagna Communis
Compagna Communis è l'organizzazione territoriale della Genova medievale.

## Storia
Le compagne storiche erano sette:
Nella zona della civitas: 

 San Lorenzo 

 Maccagnana 

 Piazzalunga 

Nella zona del castrum: 

 Palazzolo o Castello

Nella zona del borgo 

 Borgo di Prè (o semplicemente Borgo) 

 Sosiglia (oggi Soziglia) 

 Porta di Banchi o Portoria 

A queste prime sette se ne aggiunse un'ottava, posta tra il Borgo e Sosiglia: 

 Porta Nuova 

Vi erano quindi 4 compagne dentro all'allora esistente cerchia muraria, e altre quattro esterne a questa.
Nell'anno 958 un diploma concesso da re Berengario II dette piena libertà giuridica alla collettività, garantendo il possedimento delle proprie terre in forma di signorie fondiarie.
Con tale provvedimento si dette avvio al processo che porterà, alla fine dell'XI secolo alla costituzione del libero comune.
Nel 1097 il vescovo Arialdo riunendo i principali detentori del potere, vale  dire i visconti (ovvero i signori feudali imperiali) e le otto Compagne Rionali (antica divisione in quartieri cittadini), fondò un'associazione di tutti i cittadini, la Compagna Communis.
L'organizzazione rionale mantenne un significato politico/sociale per secoli, tanto che ancora nel 1382 i membri del Gran Consiglio erano classificati in accordo alla compagna d'appartenenza oltre che secondo la fazione politica ("nobili" o "popolari").
Nel 1099 Genova viene retta da Consoli, figure politiche dotate di tutti e tre i poteri, eletti tra le importanti famiglie. Qui iniziò il contrasto politico tra gli esclusi dalle famiglie elettrici. 
È un periodo di pace, ma la rivalità fra le due famiglie dominanti si manifesta in una corsa agli armamenti da parte dei Maneciano e dei Carmandino. I primi, che stanno al potere dal 1099 al 1122 si impossessano di privilegi commerciali nel Mediterraneo dell'Est, sfaldando l'equilibrio competitivo con i Carmandino, al potere dal 1123 al 1149. Ciò indebolì Genova sotto il profilo commerciale, soprattutto nei confronti di Pisa.
Nel 1060 Genova iniziò ufficialmente la lotta con Pisa, che sarebbe stata una delle sue tre attività primarie per circa due secoli, assieme alle varie crociate e alla fondazione delle colonie. Il conflitto ebbe inizio per il possesso della Corsica, più tardi anche della Sardegna.

## Il Consolato: nasce la Repubblica vera e propria
La fondazione della Compagna Communis, cioè del Comune, sancì l'inizio della Repubblica vera e propria; essa fu retta da un numero variabile di Consoli, eletti da un Parlamento composto da tutti i cittadini maschi tra i 16 e i 70 anni d'età, veri cittadini soldato che in caso di guerra dovevano provvedere al proprio equipaggiamento tranne che per le imprese in terre lontane, come le Crociate, o in mare aperto: essi si riunivano nella cattedrale di San Lorenzo per esercitare il voto. Il vincitore entrava in carica il 2 febbraio.
Gli ex-Consoli e i cittadini illustri formavano il Consilium (cioè il Senato), che aveva diritto di veto sulle decisioni consolari, similmente a come accadeva nell'Antica Roma (per le votazioni usavano sassolini bianchi o neri).
Tra i compiti dei Consoli erano il comando delle flotte, dell'esercito e la convocazione del Parlamento. Tuttavia solo il Consilium poteva disporre la chiamata alle armi dei cittadini.
All'interno del Consilium esisteva il Consiglio di Credenza, formato dai Silenziari, i quali votavano le questioni da tenere segrete come le regalie da dare alla Santa Sede per il suo sostegno (accade probabilmente per ottenere la Corsica contro Pisa, visto che il Papa la consegnò spiritualmente a Genova già nel 1123, cosa che portò alla prima guerra contro Pisa).
In tutto questo l'Arcivescovo esercitava una funzione solo rappresentativa, ma veniva ad ogni modo avvisato di ogni strategia messa in pratica dal consiglio.
Dopo la Prima crociata l'ordinamento politico venne cambiato alcune volte: dapprima furono separati i Consoli dei Placiti da quelli del Comune, poi fu variato il loro numero e fu abbassato il loro periodo di carica da 4 anni ad un solo anno.
Fu inoltre separata l'amministrazione finanziaria, affidata ai Clavigeri, otto magistrati che possedevano le chiavi dell'erario. 
I Placiti, cioè i magistrati, amministravano la giustizia secondo tre elementi legislativi: la consuetudine, il breve e la legge, cioè rispettivamente le norme romano-bizantine del vivere comune (il codice civile), gli argomenti legali specifici (con attenzione alle nuove sentenze, proprio come oggi) e le questioni penali e di pubblica sicurezza.
Tra gli altri incarichi, si ricorda quello del Cintraco, ovvero il banditore del comune, che poteva convocare i cittadini ed eseguiva le sentenze pubbliche, tra cui la flagellazione, e ammonire i cittadini sulla vigilanza contro gli incendi.